# Tokaj–Bodrogzug Tájvédelmi Körzet

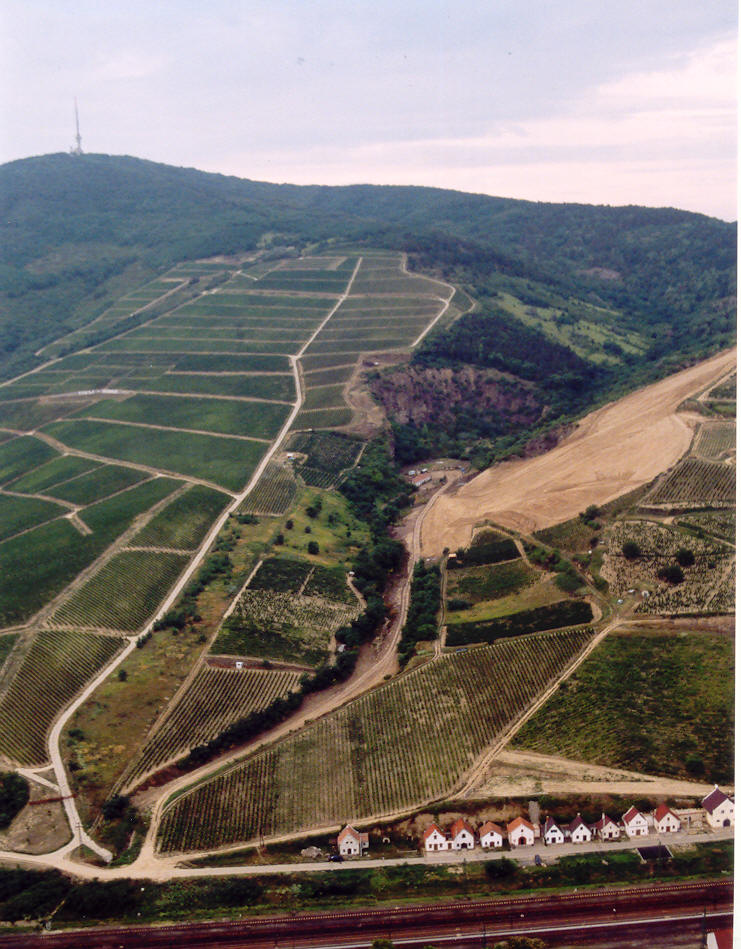
Tokaj-Hegyalja

A Tokaj-Bodrogzugi Tájvédelmi Körzet területe 4 242 hektár, ebből fokozottan védett 665 hektár.. A Tájvédelmi körzet az Aggteleki Nemzeti Park Igazgatósága alá tartozik.

## Fekvése
A tájvédelmi körzet a Bodrogközben, az Olaszliszka-Zalkod vonaltól Tokajig nyúló "zugban" található.

## Tokaji Kopasz-hegy

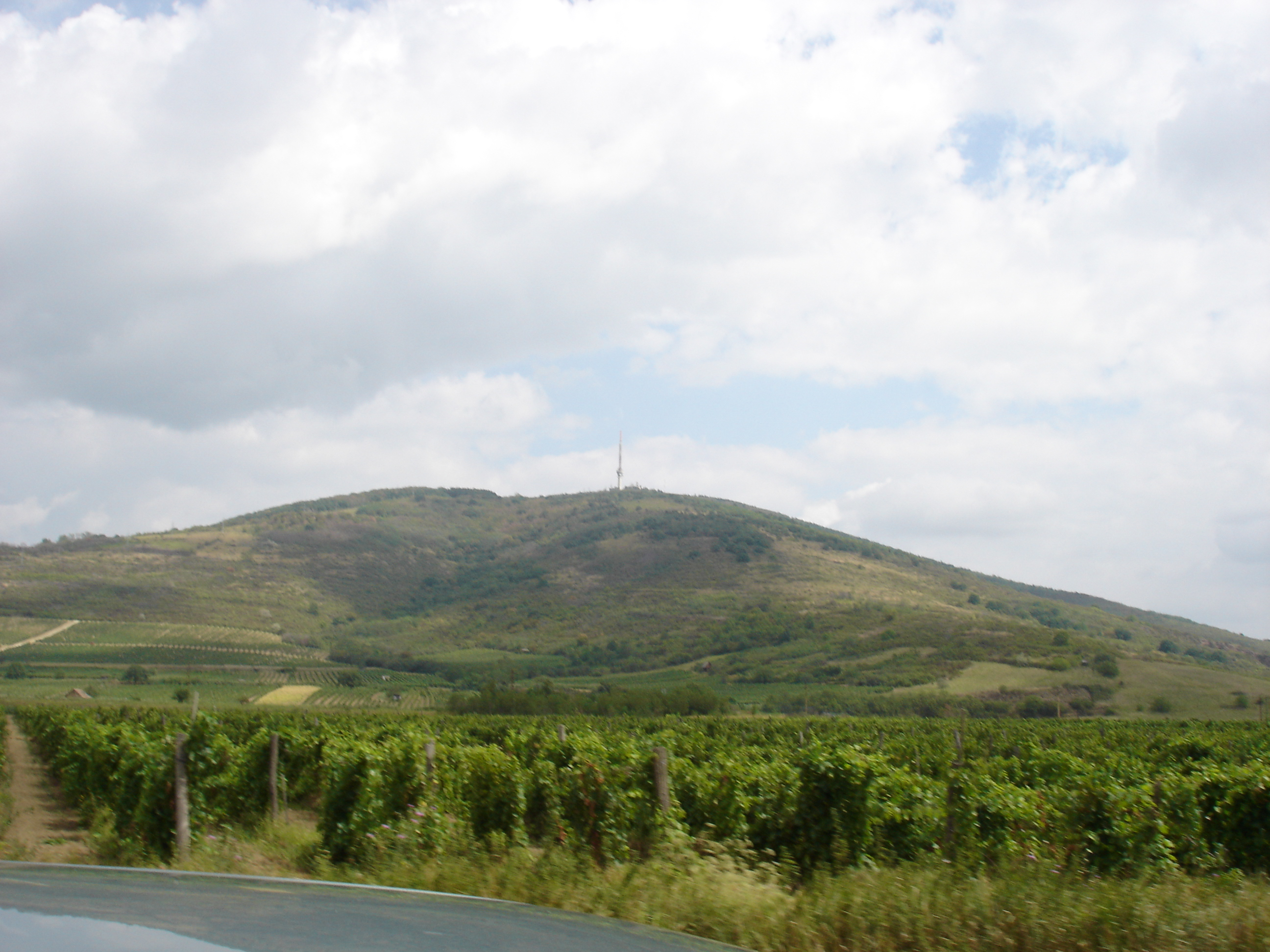
Kopasz-hegy

A Kopasz-hegy Magyarország legnagyobb, legmagasabb (512 méteres) és egyúttal az egyik legfiatalabb (miocén kori) vulkáni tanúhegye, amelynek kvarcandezit és riolit alapkőzetét lösztalaj borítja. A több száz éve folyamatos szőlőtermesztés miatt a hegy eredeti növényvilága olyan részekre szorult vissza, ahol a szőlőművelés lehetetlen volt. Egészen a 18. században bekövetkezett filoxéravészig a flóra ezeken a menedékekben volt képes túlélni. A hegy déli és északi oldalainak növényzete a szokásosnál is nagyobb mértékben eltér egymástól.
A déli területek néhol már-már mediterrán és az északi oldal hegyvidéket idéző viszonyai mellett a hegyvidék alapvetően kontinentális jellegű. A szigorúan védett déli oldalon a sajmeggyel elegyes melegkedvelő molyhos tölgyesek és a sziklagyepek társulásai uralkodnak, míg a hegy szoknyáján értékes sztyepprétek húzódnak. Ezekben a társulásokban gazdag lágyszárú flóra él, amelyben tucatnál is több kosborfaj, nagyezerjófű, fekete és leánykökörcsin, tavaszi hérics, árvalányhaj, sárga len, homoki vértő virít. Még ebből az igen értékes flórából is kiemelkedik a gyapjas őszirózsa, ami a Kárpát-medencében csak itt található. A hegy északi oldalain bükkelegyes gyertyános–tölgyesek, és hársas törmelékerdők találhatók, az aljnövényzetben turbánliliom virít. Az erdei tisztásokon és kis kaszálókon kornistárnics és kosborok díszlenek. A Kopasz-hegy állatvilága is igen gazdag. A vízben szegény hegyen több hüllőfaj él, a homoki, zöld és fürge gyíkok mellett különösen értékes a rézsikló és keresztes vipera előfordulása. A madárvilág legértékesebb tagjai az itt még viszonylag gyakori kövirigó, a rendszeresen költő uhu és uráli bagoly, illetve a löszoldalakban fészkelő gyurgyalag. Az erdőkben borz, vadmacska, a menyétfélék közül nyuszt és nyest él.

## Bodrogzug

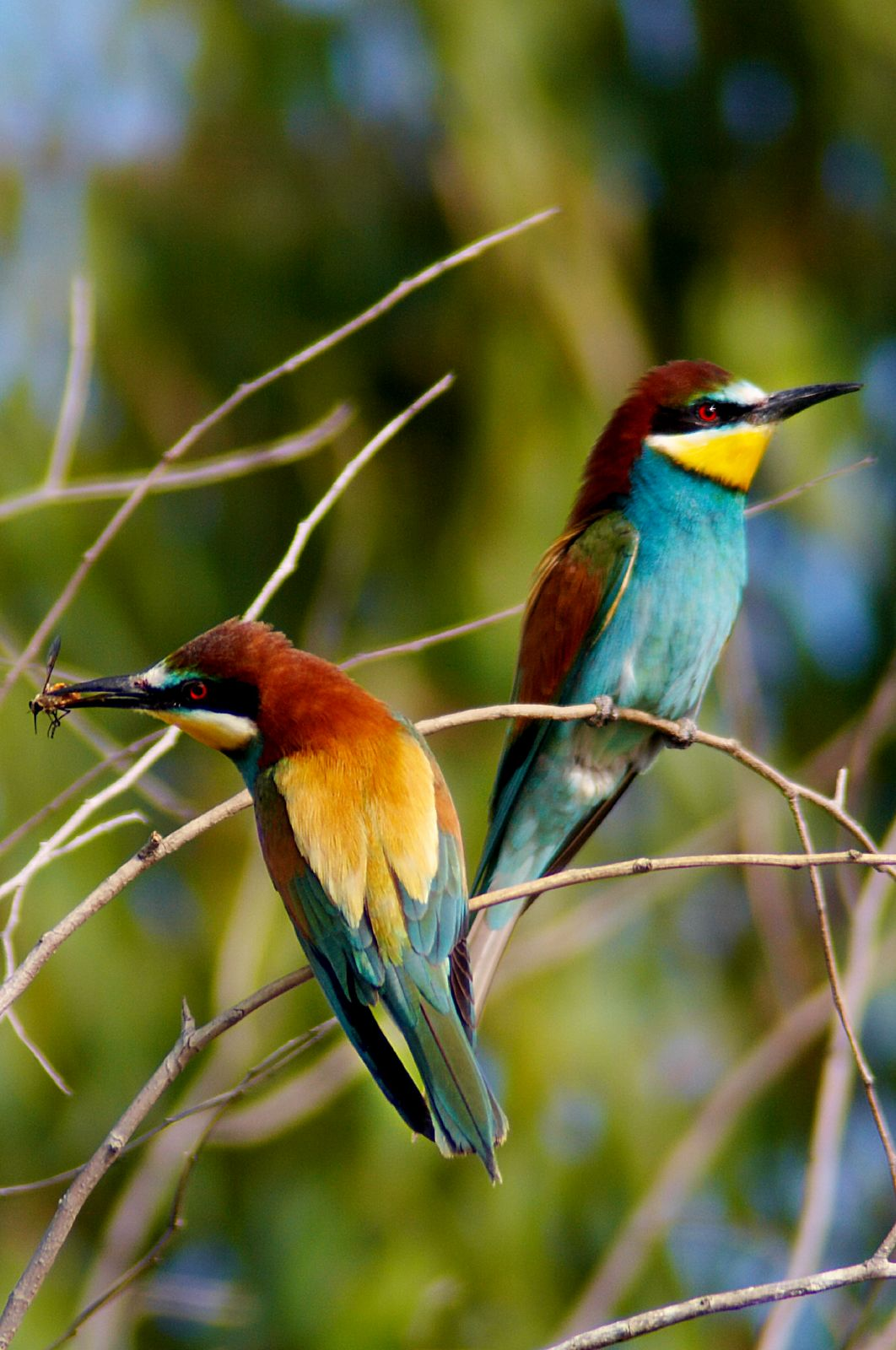
Gyurgyalag

Ma az országban ez az egyetlen olyan terület, amelyet rendszeresen elönt a víz. Természeti értékei, háborítatlansága mellett, részben ezért került fel 1989-ben, fokozott jelentőségű vízimadár élőhelyként a nemzetközi Ramsari területek listájára. A Tisza évenkénti többszöri áradása nyomán a folyó környéke egykor hatalmas tóvá alakult. Évente legalább kétszer (tél végén és nyár elején), de esetenként többször is víz alá kerülnek a Bodrogköz legmélyebben fekvő részei, így elsősorban a Tisza és a Bodrog találkozásánál elterülő több ezer hektáros Bodrogzug. A Bodrogzug területén mocsaras foltok, nedves, üde rétek, morotvatavak, lápos tocsogós területek váltják egymást. A fűz-nyár puhafaligetek és ártéri erdők mellett itt-ott még a jellegzetes, egykor hatalmas területeket uraló tölgy-kőris-szil ligeterdők maradványfoltjai is megtalálhatók. A mocsaras részeken nádasok, magassásos társulások élnek, a morotvák vizét gazdag hínártársulások jellemzik. A sekély, elmocsarasodó vizeken sulyom, békalencse és rucaöröm él, tündérrózsa, tündérfátyol és tavirózsa virágzik; a tocsogókban kornistárnics, többféle boglárka és Tisza-parti margitvirág, a nedves réteken szibériai nőszirom virágzik. A Bodrogzug vízjárta világában több békafaj és vízisikló, mocsári teknős, a sekély, gyorsan felmelegedő vizekben lápi póc és réti csík él. A gazdag állatvilág igazi látványosságai persze itt is a madarak: szürke- és vörös gém, bakcsó, bölömbika, kis- és nagy kócsag költ a területen, a nedves réteken haris, a szárazabb helyeken fürj. A kevésbé járt erdőkben fekete gólya is fészkel. A ragadozók közül a barna- és hamvas rétihéja, a réti fülesbagoly és ritkábban a barna kánya alakja tűnik fel az égen.

## Növény- és állatvilág

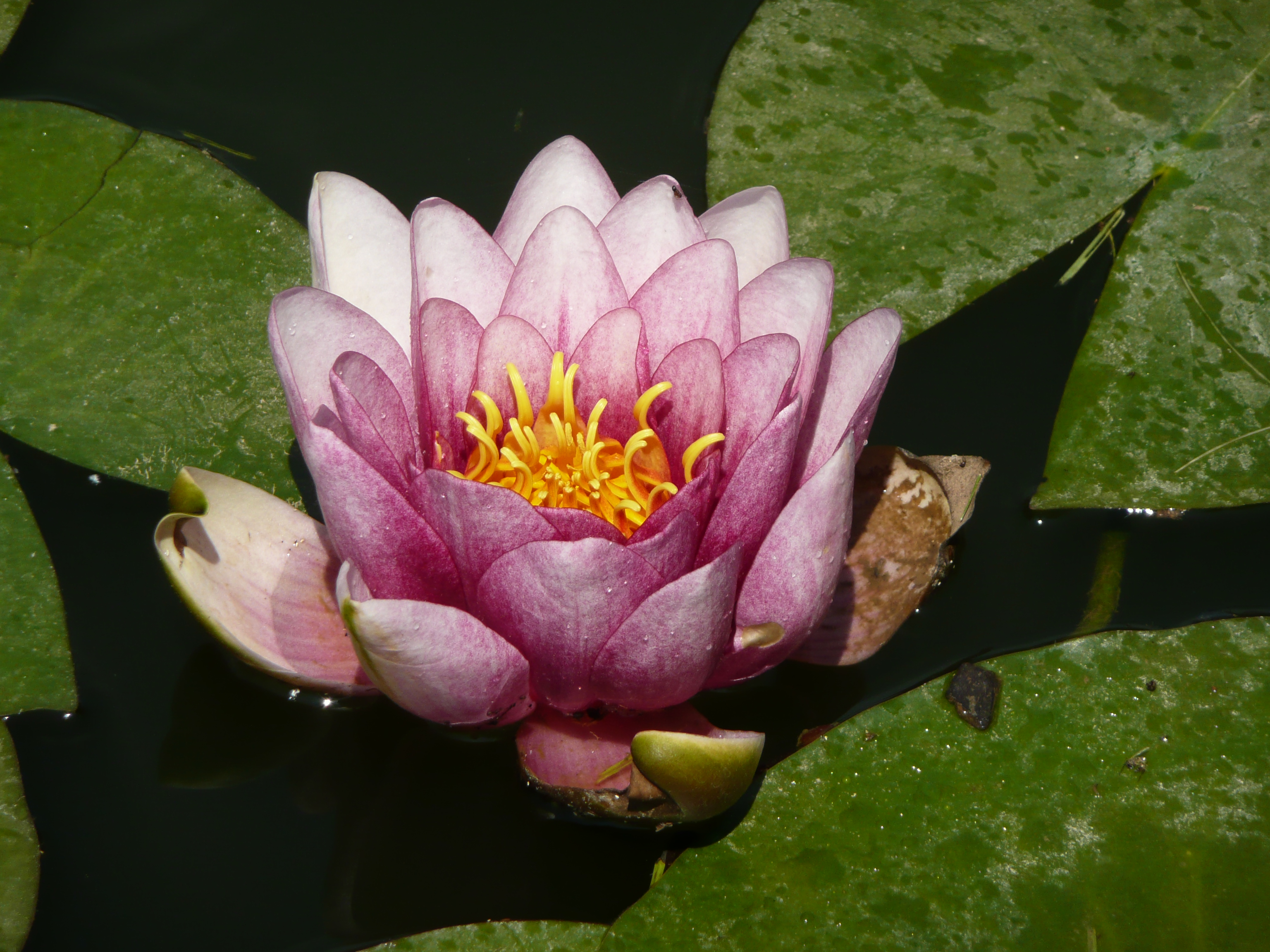
Tavirózsa

Tokaj és környéke élővilága egyedi és rendkívüli. Itt keverednek ugyanis a különböző flóra- és faunaelemek a hegyvidék és az Alföld ütközőzónájában. Florisztikailag a magyar flóratartomány (Pannonicum) középhegységi flóravidékének önálló flórajárása (Tokajense). Különösen értékesek a hegy déli lejtőin lévő társulások (melegkedvelő tölgyes, sarjmeggyes molyhos tölgyes, törpemandulás, löszgyep, lejtősztyepprét, szilikát sziklagyep, hegyi kaszálórét). A hegyen 17-féle orchidea él. A különleges növényvilághoz különleges állatvilág kapcsolódik. A közel 300 faj több mint kétharmada védett vagy fokozottan védett.

### Védett növények
- Apró nőszirom (Iris pumila)
- Bíboros kosbor (Orchis purpurea)

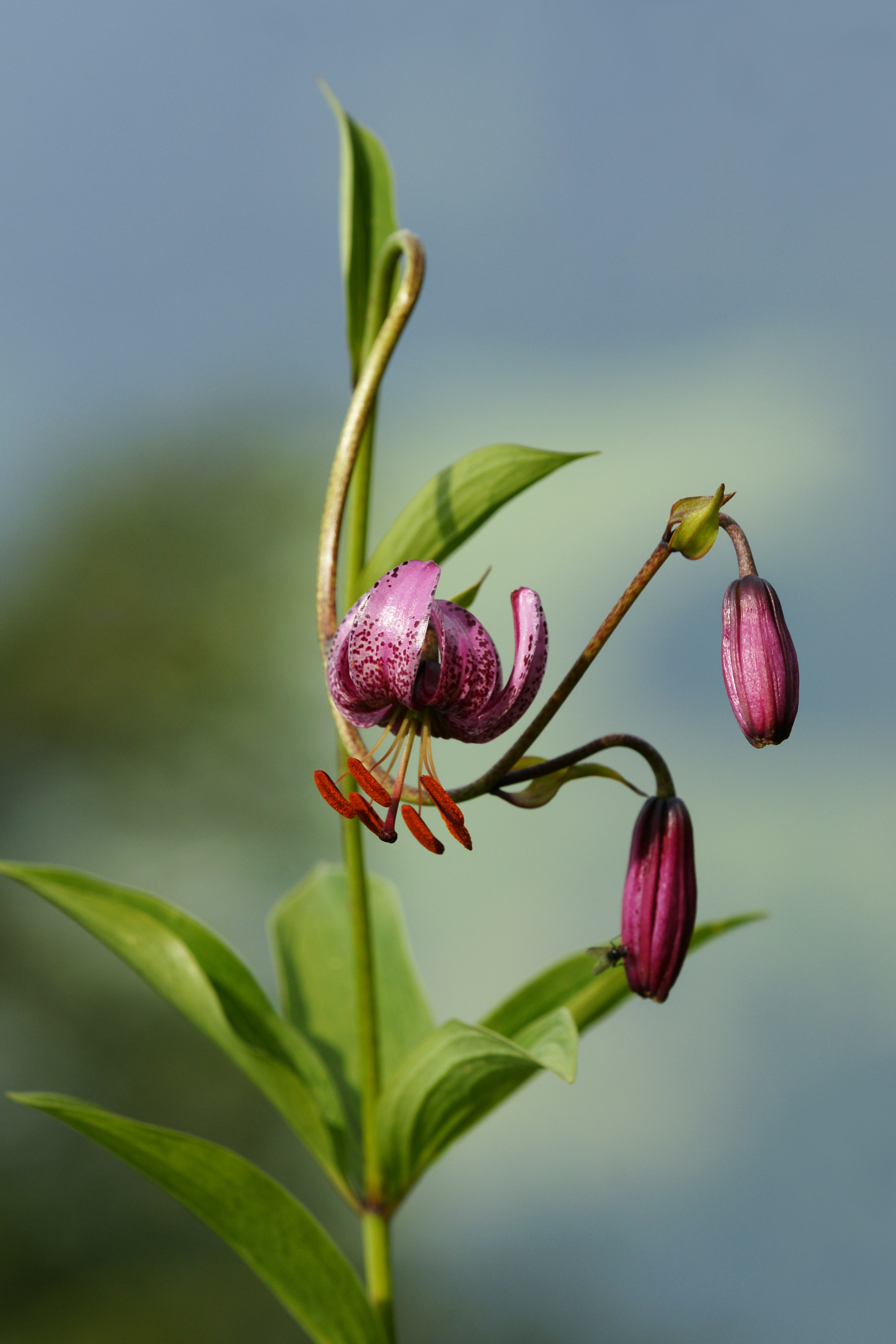
Turbánliliom

- Boldogasszony papucsa(Cypripedium calceolus)
- Csinos árvalányhaj (Stipa pulcherrima)
- Erdei szellőrózsa (Anemone sylvestris)
- Északi sárkányfű (Dracocephalum ruyschiana)
- Gérbics (Limodorum abortivum)
- Gyapjas csűdfű (Astragalus dasyanthus)
- Gyapjas őszirózsa (Aster oleifolius)
- Kétlevelű sarkvirág (Platanthera bifolia)
- Leánykökörcsin (Pulsatilia grandis)
- Nőszirom
- Tarka kosbor (Orchis tridentata)
- Tavaszi hérics (Adonis vernalis)
- Törpe mandula (Amygdalus nana)

### Védett állatok
- Uhu (Bubo bubo)
- Havasi cincér (Rosalia alpina)
- Kerecsen (Falco cherrug)
- Parlagi sas (Aquila heliaca)

## Kulturális értékek

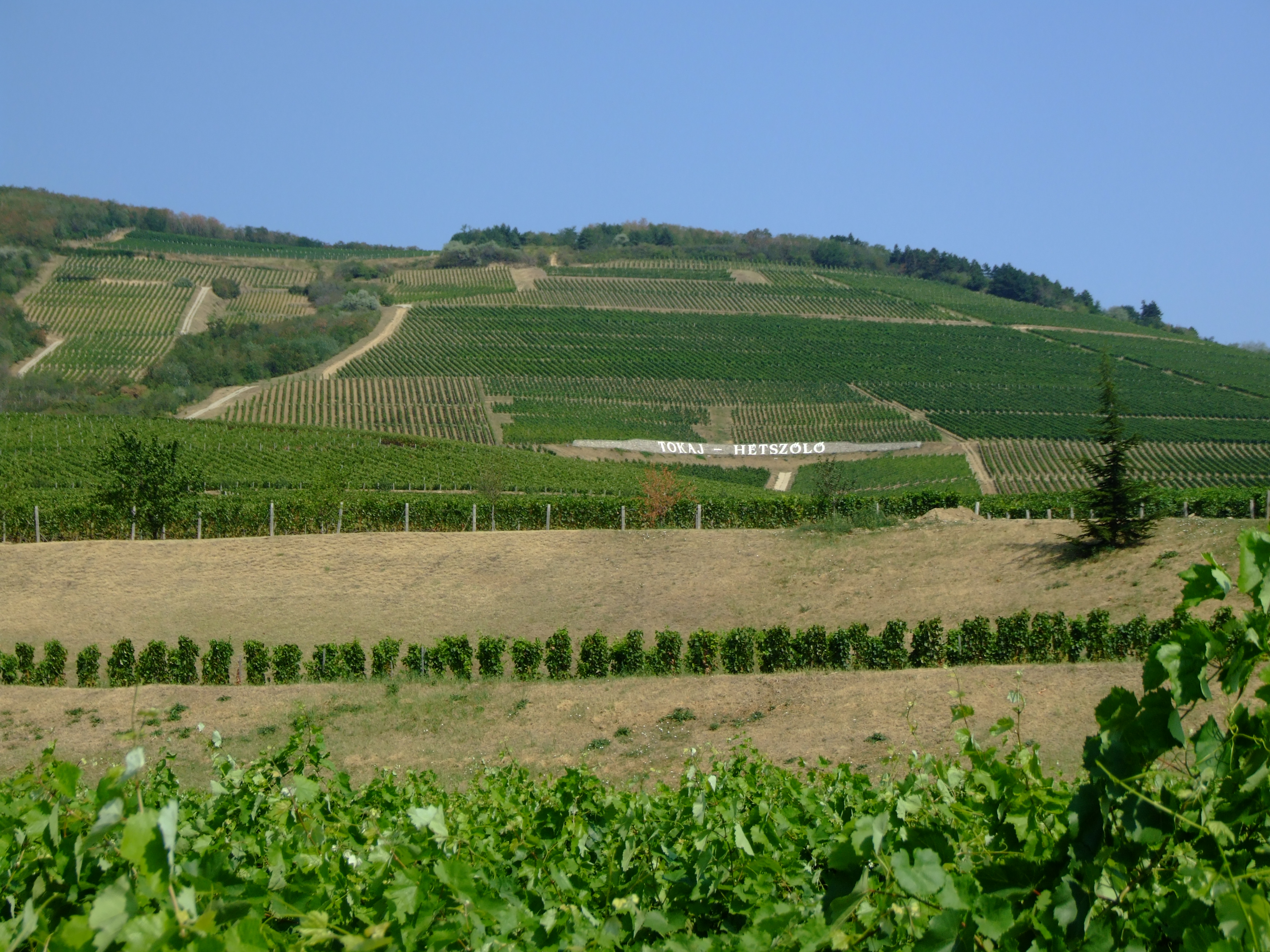
Tokaj Hétszőlő

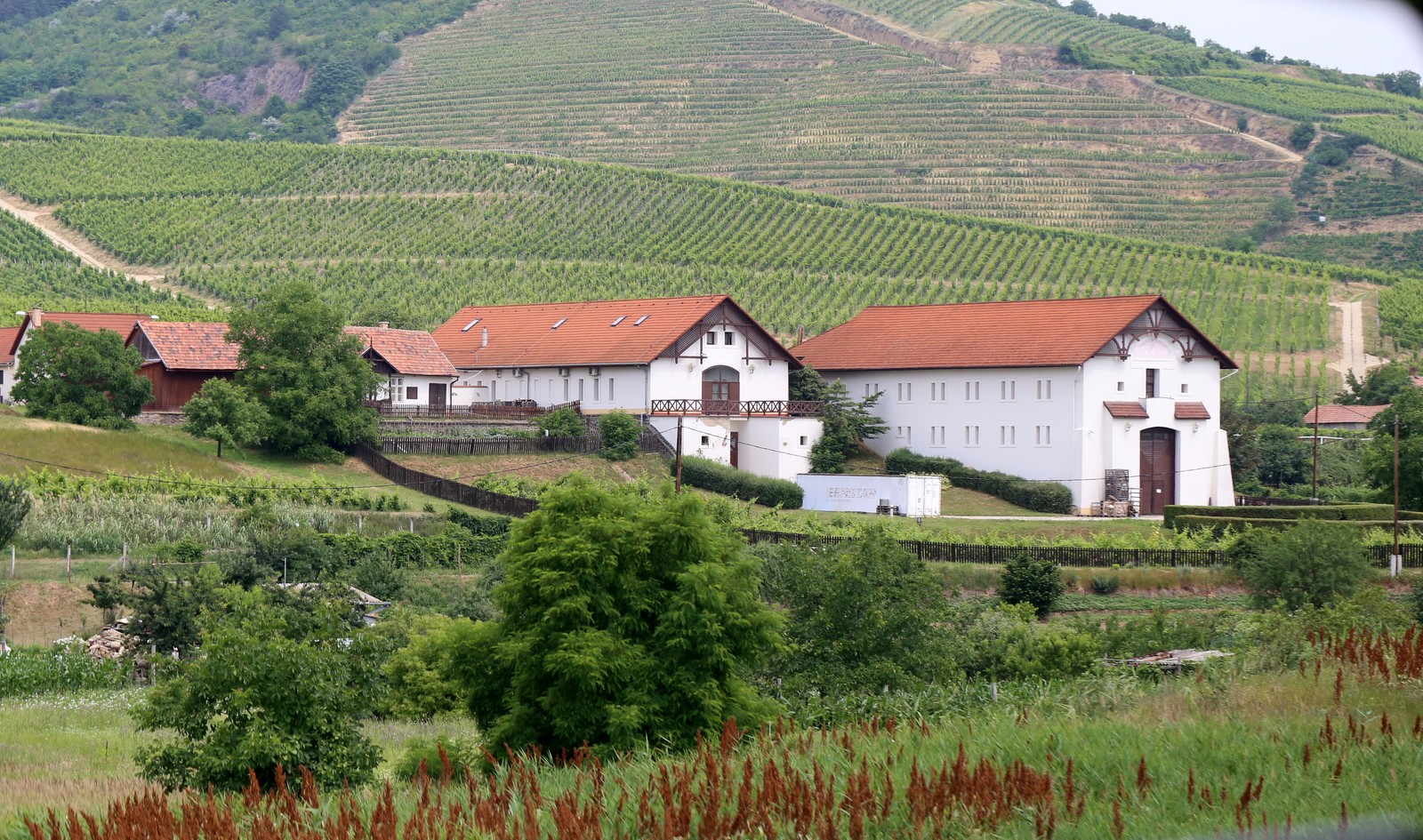
Tokaj-Hétszőlő Szőlőbirtok

A Tokaj-hegyaljai szőlőtermesztés és bortermelés 1000 éves múltra tekint vissza. A borvidék dokumentált története bizonyítja, hogy a szőlőtermelés mindig a "három sátorhegy" (Tokaji-hegy, az abaújszántói Sátor-hegy és a sátoraljaújhelyi Sátor-hegy) által meghatározott háromszögön belül zajlott.  A Tokaj-hegyaljai borvidéket 1737-ben királyi rendelettel a világ első zárt borvidékévé nyilvánították, aminek következménye az, hogy a bortermelés ezen a vidéken közel 3 évszázada szigorúan szabályozott törvényi keretek között zajlik. A Tokaj-hegyaljai szőlőtermesztésben és pinceépítési szokásokban a keleti, kaukázusi és a nyugati, római szőlőművelési hagyományok ötvöződnek. A települések épített örökségén keresztül végig követhetőek a tokaji sajátos borkészítés folyamatai, régi szokásai. Ezek a régi szokások formálták a pincék és pincészetek formai megjelenését, amely eltér Magyarország más tájaitól.

## Külső hivatkozások
- Az Aggteleki Nemzeti Park honlapja
- Az Aggteleki Nemzeti Park honlapja - a Tokaj-Bodrogzugi TK leírása
- Bodrogzug - képgaléria
- A Tokaj-hegyaljai borvidék bemutatása